# Apep Cavus
L'Apep Cavus è una depressione presente sulla superficie di Tritone, il principale satellite naturale di Nettuno; il suo nome deriva da quello di Apep, divinità del buio secondo la mitologia egizia.